# Fed Cup 2014

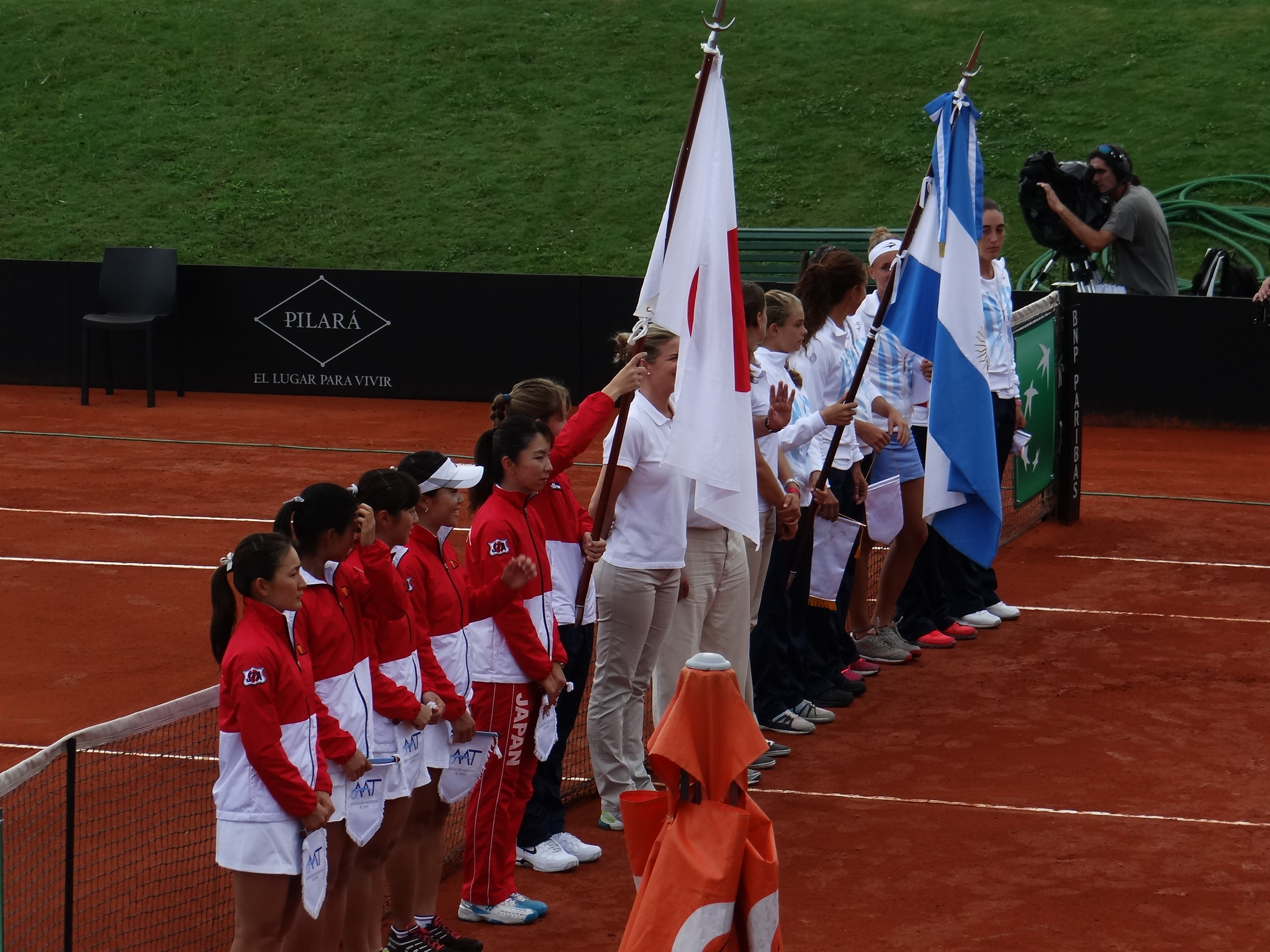
Slavnostní nástup utkání 2. světové skupiny mezi Argentinou a Japonskem, které vyhrály Argentinky 3:1

Fed Cup 2014, oficiálně se jménem sponzora Fed Cup by BNP Paribas 2014, byl 52. ročník ženské tenisové týmové soutěže ve Fed Cupu, největší každoročně pořádané kolektivní události v ženském sportu. Ročníku 2014 se účastnulo 95 týmů. Los se uskutečnil 10. července 2013 ve francouzské metropoli Paříži. Obhájkyněmi titulu z předešlého ročníku 2013 byly hráčky Itálie, které v předchozím finále hraném 2. a 3. listopadu 2013 na cagliarské antuce zdolaly Rusko 4:0 na zápasy.
První kolo Světové skupiny tohoto ročníku se konalo mezi 8. a 9. únorem. Semifinále se odehrálo 19. a 20. dubna a finále se uskutečnilo 8. a 9. listopadu 2014.
Mezinárodní tenisová federace posunula termín finále o jeden týden dozadu z původního data 1. a 2. listopadu, aby se nekryl se závěrečnou událostí roku WTA Tournament of Champions, jak tomu bylo v předchozích letech.
Osmý titul v soutěži vyhrála Česká republika po vítězství 3:1 na zápasy ve finále nad Německem, které se do boje o vítěznou troofej probojovalo poprvé po 22 letech. Dva body v pražské aréně zajistila Petra Kvitová a jeden Lucie Šafářová. Čtyřhra se odehrála již za rozhodnutého stavu a vyzněla ve prospěch německého páru Julia Görgesová a Sabine Lisická.

## Světová skupina

### Účastníci
| Účastníci | Účastníci | Účastníci | Účastníci     |
| Austrálie | Česko     | Německo   | Itálie        |
| Rusko     | Slovensko | Španělsko | Spojené státy |
| --------- | --------- | --------- | ------------- |

#### Nasazené týmy
1. Itálie (semifinále)
2. Rusko (1. kolo)
3. Česko (vítěz)
4. Slovensko (1. kolo)

### Pavouk
|  | Čtvrtfinále 8. – 9. února           | Čtvrtfinále 8. – 9. února           | Čtvrtfinále 8. – 9. února           |                                     |                                     | Semifinále 19. – 20. dubna         | Semifinále 19. – 20. dubna         | Semifinále 19. – 20. dubna         |                                    |                                    | Finále 8. – 9. listopadu   | Finále 8. – 9. listopadu   | Finále 8. – 9. listopadu   |                            |                            |
|  |                                     |                                     |                                     |                                     |                                     |                                    |                                    |                                    |                                    |                                    |                            |                            |                            |                            |                            |
|  | Spojené státy (hala, tvrdý)         |                                     |                                     |                                     |                                     |                                    |                                    |                                    |                                    |                                    |                            |                            |                            |                            |                            |
|  | 1                                   | Itálie                              | 3                                   |                                     |                                     |                                    |                                    |                                    |                                    |                                    |                            |                            |                            |                            |                            |
|  |                                     | Spojené státy                       | 1                                   |                                     |                                     | Ostrava, Česko (hala, tvrdý)       | Ostrava, Česko (hala, tvrdý)       | Ostrava, Česko (hala, tvrdý)       | Ostrava, Česko (hala, tvrdý)       | Ostrava, Česko (hala, tvrdý)       |                            |                            |                            |                            |                            |
|  |                                     |                                     |                                     |                                     | 1                                   | Itálie                             | 0                                  |                                    |                                    |                                    |                            |                            |                            |                            |                            |
|  | Sevilla, Španělsko (venku, antuka)  | Sevilla, Španělsko (venku, antuka)  | Sevilla, Španělsko (venku, antuka)  | Sevilla, Španělsko (venku, antuka)  |                                     | 3                                  | Česko                              | 4                                  |                                    |                                    |                            |                            |                            |                            |                            |
|  |                                     | Španělsko                           | 2                                   |                                     |                                     |                                    |                                    |                                    |                                    |                                    |                            |                            |                            |                            |                            |
|  | 3                                   | Česko                               | 3                                   |                                     |                                     |                                    |                                    |                                    |                                    |                                    | Praha, Česko (hala, tvrdý) | Praha, Česko (hala, tvrdý) | Praha, Česko (hala, tvrdý) | Praha, Česko (hala, tvrdý) | Praha, Česko (hala, tvrdý) |
|  |                                     |                                     |                                     |                                     |                                     |                                    |                                    |                                    |                                    |                                    | 3                          | Česko                      | 3                          |                            |                            |
|  | Bratislava, Slovensko (hala, tvrdý) | Bratislava, Slovensko (hala, tvrdý) | Bratislava, Slovensko (hala, tvrdý) | Bratislava, Slovensko (hala, tvrdý) | Bratislava, Slovensko (hala, tvrdý) |                                    |                                    |                                    |                                    |                                    |                            | Německo                    | 1                          |                            |                            |
|  | 4                                   | Slovensko                           | 1                                   |                                     |                                     |                                    |                                    |                                    |                                    |                                    |                            |                            |                            |                            |                            |
|  |                                     | Německo                             | 3                                   |                                     |                                     | Brisbane, Austrálie (venku, tvrdý) | Brisbane, Austrálie (venku, tvrdý) | Brisbane, Austrálie (venku, tvrdý) | Brisbane, Austrálie (venku, tvrdý) | Brisbane, Austrálie (venku, tvrdý) |                            |                            |                            |                            |                            |
|  |                                     |                                     |                                     |                                     |                                     | Německo                            | 3                                  |                                    |                                    |                                    |                            |                            |                            |                            |                            |
|  | Hobart, Austrálie (venku, tvrdý)    | Hobart, Austrálie (venku, tvrdý)    | Hobart, Austrálie (venku, tvrdý)    | Hobart, Austrálie (venku, tvrdý)    |                                     |                                    | Austrálie                          | 1                                  |                                    |                                    |                            |                            |                            |                            |                            |
|  |                                     | Austrálie                           | 4                                   |                                     |                                     |                                    |                                    |                                    |                                    |                                    |                            |                            |                            |                            |                            |
|  | 2                                   | Rusko                               | 0                                   |                                     |                                     |                                    |                                    |                                    |                                    |                                    |                            |                            |                            |                            |                            |

### Česko vs. Německo
| O2 arena, Praha, Česko 8.–9. listopadu 2014 tvrdý – Novacrylic Ultracushion (hala) | |                                                                     |     |     |     |            |  |  |
| \| 1. \| \| Petra Kvitová Andrea Petkovicová \| 6 2 \| 6 4 \| \| \| \| \| \| 2. \| \| Lucie Šafářová Angelique Kerberová \| 6 4 \| 6 4 \| \| \| \| \| \| 3. \| \| Petra Kvitová Angelique Kerberová \| 7 6 \| 4 6 \| 6 4 \| \| \| \| \| 4. \| \| Lucie Šafářová Andrea Petkovicová \| \| \| \| nehrálo se \| \| \| \| 5. \| \| Andrea Hlaváčková / Lucie Hradecká Julia Görgesová / Sabine Lisická \| 4 6 \| 3 6 \| \| \| \| \| \| Nominace \| \| \| \| \| \| \| \| \| \| \| Česko: Petra Kvitová, Lucie Šafářová, Lucie Hradecká, Andrea Hlaváčková, nehrající kapitán Petr Pála \| \| \| \| \| \| \| \| \| \| Německo: Angelique Kerberová, Andrea Petkovicová, Sabine Lisická, Julia Görgesová, nehrající kapitánka Barbara Rittnerová \| \| \| \| \| \| \| \| \| \| \| \| \| \| \| \| \| \| \| \| \| \| \| \| \| \| \| \| | |                                                                     |     |     |     |            |  |  |
| | |                                                                     | 1.  | 2.  | 3.  |            |  |  |
| 1. | | Petra Kvitová Andrea Petkovicová                                    | 6 2 | 6 4 |     |            |  |  |
| 2. | | Lucie Šafářová Angelique Kerberová                                  | 6 4 | 6 4 |     |            |  |  |
| 3. | | Petra Kvitová Angelique Kerberová                                   | 7 6 | 4 6 | 6 4 |            |  |  |
| 4. | | Lucie Šafářová Andrea Petkovicová                                   |     |     |     | nehrálo se |  |  |
| 5. | | Andrea Hlaváčková / Lucie Hradecká Julia Görgesová / Sabine Lisická | 4 6 | 3 6 |     |            |  |  |
| Nominace | |                                                                     |     |     |     |            |  |  |
| | Česko: Petra Kvitová, Lucie Šafářová, Lucie Hradecká, Andrea Hlaváčková, nehrající kapitán Petr Pála                      |                                                                     |     |     |     |            |  |  |
| | Německo: Angelique Kerberová, Andrea Petkovicová, Sabine Lisická, Julia Görgesová, nehrající kapitánka Barbara Rittnerová |                                                                     |     |     |     |            |  |  |
| | |                                                                     |     |     |     |            |  |  |
| | |                                                                     |     |     |     |            |  |  |

## Baráž Světové skupiny
Čtyři týmy, které prohrály v 1. kole Světové skupiny (Rusko, Slovensko, Spojené státy, Španělsko) se v baráži o Světovou skupinu 2015 utkaly se čtyřmi vítěznými družstvy ze Světové skupiny II (Argentina, Francie, Kanada, Polsko). Podle aktuálního žebříčku ITF byly čtyři nejvýše klasifikované týmy nasazeny.
Rusko, Francie, Kanada a Polsko si zajistily účast ve Světové skupině 2015.
Argentina, Slovensko, Spojené státy a Španělsko sestoupily do druhé světové skupiny pro rok 2015.
| Baráž Světové skupiny – 19. a 20. dubna        | Baráž Světové skupiny – 19. a 20. dubna | Baráž Světové skupiny – 19. a 20. dubna | Baráž Světové skupiny – 19. a 20. dubna | Baráž Světové skupiny – 19. a 20. dubna |
| Místo konání                                   | povrch                                  | domácí                                  | výsledek                                | hosté                                   |
| ---------------------------------------------- | --------------------------------------- | --------------------------------------- | --------------------------------------- | --------------------------------------- |
| Adler Arena Skating Center, Soči, Rusko        | antuka, hala                            | Rusko (1)                               | 4–0                                     | Argentina                               |
| PEPS, Québec, Kanada                           | tvrdý, hala                             | Kanada                                  | 3–1                                     | Slovensko (2)                           |
| Chaifetz Arena, St. Louis, Spojené státy       | tvrdý, hala                             | Spojené státy (3)                       | 2–3                                     | Francie                                 |
| Barcelona Tennis Olimpic, Barcelona, Španělsko | antuka, venku                           | Španělsko (4)                           | 2–3                                     | Polsko                                  |

## Světová skupina II

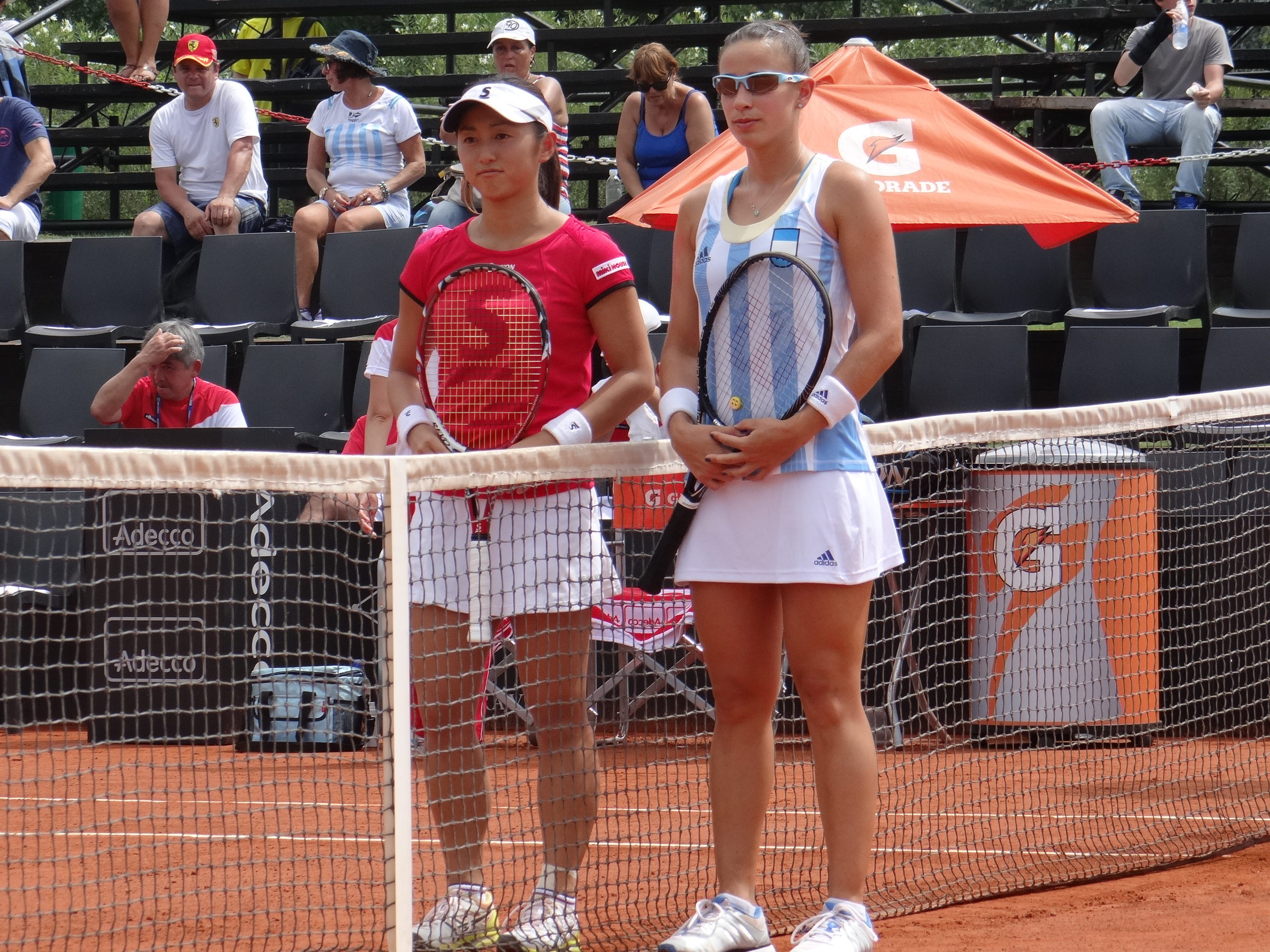
2. dvouhra, Argentina–Japonsko:
Paula Ormaecheaová vs. Misaki Doiová (vlevo), 6–2, 3–6, 6–3

Světová skupina II představovala druhou nejvyšší úroveň soutěže. Čtyři vítězné týmy – Kanada, Polsko, Francie a Argentina, postoupily do barážových utkání o účast ve Světové skupině 2015. Na poražené – Srbsko, Švédsko, Švýcarsko a Japonsko, čekala dubnová baráži o setrvání v této úrovni soutěže v příštím ročníku.
| Světová skupina II – 8. a 9. února | Světová skupina II – 8. a 9. února | Světová skupina II – 8. a 9. února | Světová skupina II – 8. a 9. února | Světová skupina II – 8. a 9. února |
| Místo konání                       | Povrch                             | Domácí                             | Výsledek                           | Hosté                              |
| ---------------------------------- | ---------------------------------- | ---------------------------------- | ---------------------------------- | ---------------------------------- |
| Montréal, Kanada                   | hala. tvrdý                        | Kanada                             | 3–1                                | Srbsko (1)                         |
| Borås, Švédsko                     | hala. tvrdý                        | Švédsko (3)                        | 2–3                                | Polsko                             |
| Paříž, Francie                     | hala. tvrdý                        | Francie                            | 3–2                                | Švýcarsko (4)                      |
| Buenos Aires, Argentina            | venku, antuka                      | Argentina                          | 3–1                                | Japonsko (2)                       |

## Baráž Světové skupiny II
Čtyři týmy, které prohrály v 1. kole Světové skupiny II se utkávají v baráži o Světovou skupinu II 2015 se čtyřmi kvalifikanty z 1. skupin oblastních zón. Dva týmy se k barážovým zápasům kvalifikovaly z evropsko-africké zóny, jeden z asijsko-oceánské zóny a jeden z americké zóny.
Rumunsko, Nizozemsko, Švýcarsko a Švédsko si zajistily účast ve druhé světové skupině 2015.
Brazílie, Japonsko, Srbsko a Thajsko sestoupily do 1. skupin regionálních zón.
| Baráž Světové skupiny II – 19. a 20. dubna                | Baráž Světové skupiny II – 19. a 20. dubna | Baráž Světové skupiny II – 19. a 20. dubna | Baráž Světové skupiny II – 19. a 20. dubna | Baráž Světové skupiny II – 19. a 20. dubna |
| Místo konání                                              | povrch                                     | domácí                                     | výsledek                                   | hosté                                      |
| --------------------------------------------------------- | ------------------------------------------ | ------------------------------------------ | ------------------------------------------ | ------------------------------------------ |
| Arenele BNR, Bukurešť, Rumunsko                           | antuka, venku                              | Rumunsko                                   | 4–1                                        | Srbsko (1)                                 |
| Maaspoort Sports and Events, 's-Hertogenbosch, Nizozemsko | antuka, hala                               | Nizozemsko                                 | 3–2                                        | Japonsko (2)                               |
| Sparbanken Lidköping Aren, Lidköping, Švédsko             | tvrdý, hala                                | Švédsko (3)                                | 4–0                                        | Thajsko                                    |
| Clube de Tênis Catanduva, Catanduva, Brazílie             | antuka, venku                              | Brazílie                                   | 1–4                                        | Švýcarsko (4)                              |

## Americká zóna

### 1. skupina
- Místo konání: Yacht y Golf Club Paraguayo, Lambaré, Paraguay (antuka, venku)
- Datum: v týdnu od 3. února 2014

Blok A
- Mexiko
- Paraguay
- Venezuela

Blok B
- Bahamy
- Brazílie
- Kolumbie
- Ekvádor

Výsledek
- Brazílie postoupila do baráže o účast ve Světové skupině II pro rok 2015
- Bahamy a  Ekvádor sestoupily do 2. skupiny Americké zóny pro rok 2015

### 2. skupina
- Místo konání:: Palmas Athletic Club, Humacao, Portoriko (tvrdý, venku)
- Datum: 7.–12. dubna 2014

Blok A
- Dominikánská republika
- Guatemala
- Panama

Blok B
- Chile
- Portoriko
- Barbados

Blok C
- Bolívie
- Peru
- Bermudy

Blok D
- Kostarika
- Trinidad a Tobago
- Uruguay

Výsledek
- Bolívie a  Chile postoupily do 1. skupiny Americké zóny pro rok 2015

## Zóna Asie a Oceánie

### 1. skupina
- Místo konání: Národní tenisové centrum, Astana, Kazachstán (hala, tvrdý)
- Datum: v týdnu od 3. února 2014

Blok A
- Indonésie
- Kazachstán
- Thajsko

Blok B
- Čína
- Tchaj-wan
- Jižní Korea
- Uzbekistán

Výsledek
- Thajsko postoupilo do baráže o účast ve Světové skupině II pro rok 2015
- Indonésie sestoupila do 2. skupiny zóny Asie a Oceánie pro rok 2015

### 2. skupina
- Místo konání: Národní tenisové centrum, Astana, Kazachstán (hala, tvrdý)
- Datum: v týdnu od 3. února 2014

Blok A
- Hongkong
- Malajsie
- Vietnam

   
Blok B
- Filipíny
- Singapur
- Srí Lanka

   
Blok C
- Irák
- Kyrgyzstán
- Turkmenistán

   
Blok D
- Indie
- Írán
- Nový Zéland
- Pákistán

Výsledek
- Hongkong postoupil do 1. skupiny zóny Asie a Oceánie pro rok 2015

## Zóna Evropy a Afriky

### 1. skupina
- Místo konání: SYMA Rendezvény és Kongresszusi Központ (Sportovní a kongresové centrum Syma), Budapešť, Maďarsko (hala, tvrdý)
- Datum: v týdnu od 3. února 2014

Blok A
- Belgie
- Chorvatsko
- Lucembursko
- Nizozemsko

Blok B
- Velká Británie
- Maďarsko
- Lotyšsko
- Rumunsko

Blok C
- Rakousko
- Izrael
- Slovinsko
- Ukrajina

Blok D
- Bělorusko
- Bulharsko
- Portugalsko
- Turecko

Výsledek
- Nizozemsko a  Rumunsko postoupily do baráže o účast ve Světové skupině II pro rok 2015
- Lucembursko a  Slovinsko sestoupily do 2. skupiny zóny Evropy a Afriky pro rok 2015

### 2. skupina
- Místo konání: Šiauliai Tennis School, Šiauliai, Litva (tvrdý, hala)
- Datum: 16.–19. dubna 2014

Blok A
- Finsko
- Litva
- Černá Hora
- Lichtenštejnsko

Blok A
- Jižní Afrika
- Bosna a Hercegovina
- Gruzie
- Egypt

Výsledek
- Gruzie a  Lichtenštejnsko postoupily do 1. skupiny zóny Evropy a Afriky pro rok 2015
- Litva a   Černá Hora sestoupily do 3. skupiny zóny Evropy a Afriky pro rok 2015

### 3. skupina
- Místo konání: Tenisové centrum Tere, Tallinn, Estonsko (tvrdý, hala)
- Datum: 5.–8. února 2014

Blok A
- Arménie
- Estonsko
- Namibie

Blok B
- Kypr
- Řecko
- Moldavsko

Blok C
- Dánsko
- Madagaskar
- Norsko

Blok D
- Island
- Irsko
- Malta

Výsledek
- Estonsko a  Irsko postoupily do 2. skupiny zóny Evropy a Afriky pro rok 2015